# Telargpalita
La telargpalita és un mineral de la classe dels sulfurs. Rep el seu nom dels elements químics constituents: tel·luri, argent i pal·ladi.

## Característiques
La telargpalita és un sulfur de fórmula química (Pd,Ag)₃(Te,Bi). Pot contenir petites quantitats de plom reemplaçant tel·luri i bismut. Va ser aprovada per l'Associació Mineralògica Internacional com una espècie vàlida l'any 1972. Cristal·litza en el sistema isomètric. Es troba en forma de grans arrodonits, normalment allargats, de fins a 200 micròmetres, dispersos i fent intercreixements als altres minerals sulfurs. La seva duresa a l'escala de Mohs es troba entre 2 i 2,5. És un mineral similar a la tel·luropal·ladinita.
Segons la classificació de Nickel-Strunz, la telargpalita pertany a «02.AC: Aliatges de metal·loides amb PGE» juntament amb els següents minerals: UM2004-45-Se:AgHgPd, pal·ladseïta, miassita, UM2000-47-S:CuFePdPt, oosterboschita, chrisstanleyita, jagüeïta, keithconnita, vasilita, tel·luropal·ladinita, luberoïta, oulankaïta, temagamita, sopcheïta, laflammeïta i tischendorfita.

## Formació i jaciments
Es troba en menes de sulfurs de coure i níquel metasomàticament alterats. Sol trobar-se associada a altres minerals com: calcopirita, bornita, mil·lerita, braggita, plata, kotulskita o clausthalita. Va ser descoberta l'any 1972 a la mina Komsomol'skii, al dipòsit de coure i níquel de Talnakh, a Norilsk (Taimíria, Rússia).